# Sønderjysk Elitesport
Sønderjysk Elitesport A/S (eller SønderjyskE) er et selskab, som driver elitesport i Sønderjylland. SønderjyskE har ishockey- og dame- og herrehåndboldafdeling.
Elitesporten i Sønderjylland drives fra en fælles administration i Vojens.
Sønderjysk Elitesport A/S blev stiftet 1. januar 2004 som en professionel overbygning for de fem elitesportsklubber: Haderslev Fodboldklub (herrefodbold), TM Tønder (herrehåndbold), Sønderjyske HK (damehåndbold), Vojens BI (damefodbold) og Vojens IK (ishockey). TM Tønder trådte efter 2005/06 sæsonen ud af samarbejdet, og HF Sønderborg har siden overtaget holdet.
Damehåndbold spiller i Arena Aabenraa. 
Herrehåndbold har hjemmebane i Broager Sparekasse Skansen som ligger i Sønderborg. 
Ishockey har hjemmebane i Sydjysk Sparekasse Arena i Vojens. Tidligere hjemmebane Vojens Skøjtehal.

## Ligaer
| Hold                      | Liga                           |
| ------------------------- | ------------------------------ |
| SønderjyskE Ishockey      | Metal ligaen (bedste liga)     |
| SønderjyskE Herrehåndbold | HETH Herreligaen (bedste liga) |
| SønderjyskE Damehåndbold  | Kvindeligaen (Bedste liga)     |

## Ekstern kilde/henvisning
- SønderjyskE's officielle hjemmeside